# Alex Grey

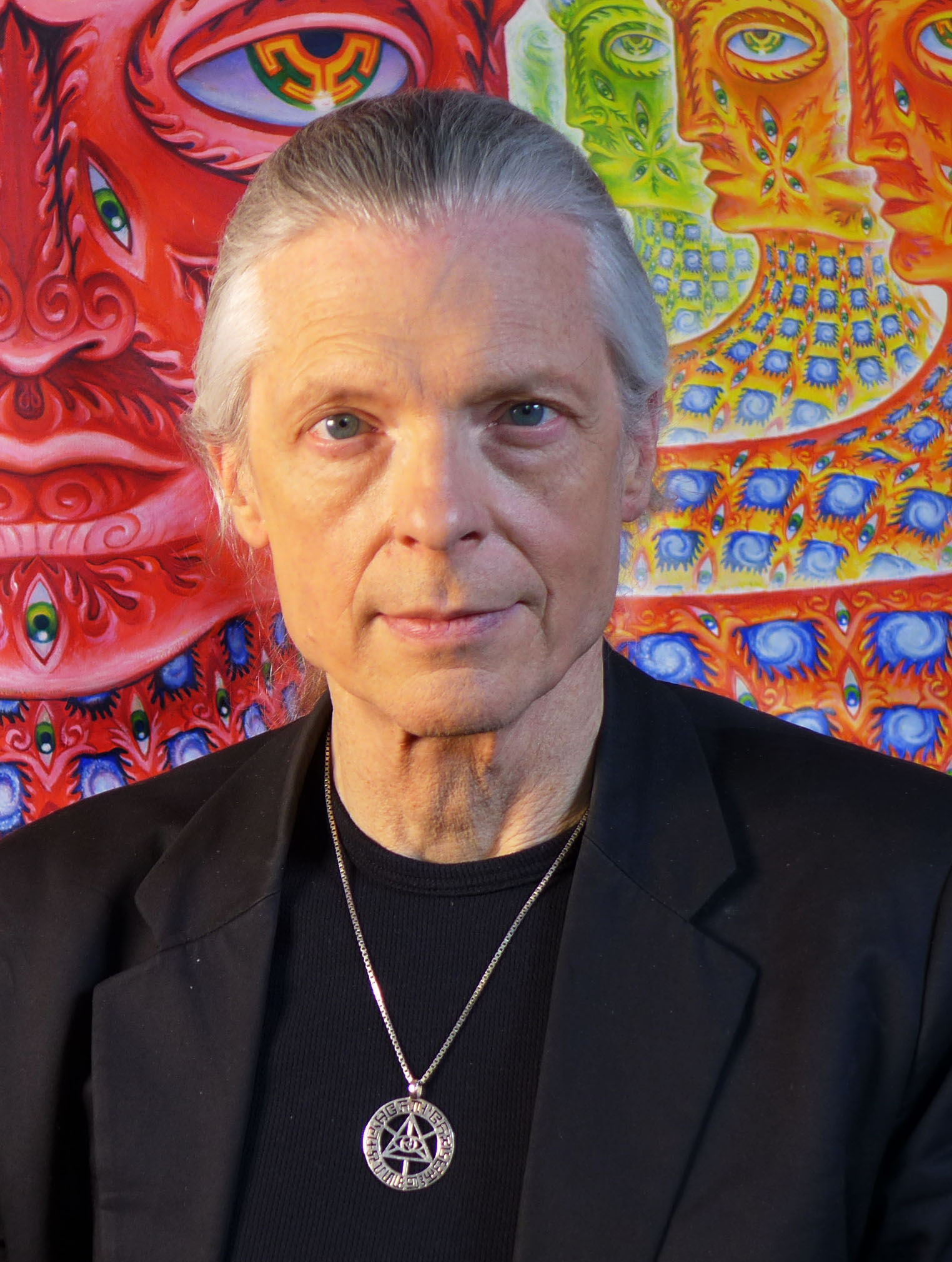
Alex Grey (2013)

Alex Grey (* 29. November 1953 in Columbus, Ohio) ist ein US-amerikanischer Künstler. Bekannt geworden ist er durch seine 1986 veröffentlichten Sacred Mirrors, eine Serie von 21 lebensgroßen Menschendarstellungen, die mit anatomischer Genauigkeit menschliche Körper auf verschiedenen Ebenen darstellen, beginnend mit der materiellen Ebene des Körpers hin zu einer Darstellung spiritueller Menschenbilder; von der äußeren Anatomie über das Gefäßsystem, Nervensystem und Knochenskelett hin zu bildhaften Darstellungen von Akupunkturbahnen, Chakren und Auraebenen. Weitere Bekanntheit erlangte Alex Grey durch seine künstlerische Tätigkeit rund um die Progressive-Metal-Band Tool.

## Leben

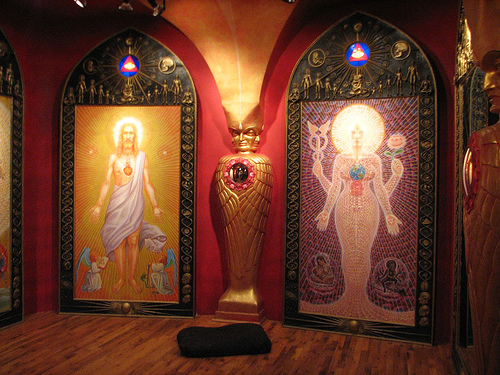
Arbeiten von Grey (2007)

Der Sohn eines Grafik-Designers studierte von 1971 bis 1973 am Columbus College of Art and Design. Später besuchte er die Boston Museum School, auf der er seine spätere Frau, die Künstlerin Allyson Rymland kennenlernte. Mit ihr zusammen sammelte er auch einige Drogenerfahrungen. An der Harvard Medical School arbeitete er fünf Jahre in der anatomischen Abteilung, half mit bei der Präparation von Leichen und konnte dadurch den menschlichen Körper und dessen Anatomie studieren. Diese Erfahrungen befähigten ihn dazu, genaue anatomische Zeichnungen und Illustrationen anzufertigen.
Danach wurde Grey für zehn Jahre Dozent für anatomisches Zeichnen und Plastizieren an der New Yorker University, heute gibt er Kurse in spiritueller Malerei an verschiedenen Instituten der USA.
Er lebt zusammen mit seiner Frau Allyson und der gemeinsamen Tochter, der Schauspielerin Zena Grey, in New York City.
Das Booklet, das dem Album In Utero der Grunge-Rock-Band Nirvana beiliegt, enthält eine anatomische Zeichnung von Alex Grey mit dem Titel Muscle System (Pregnant Woman), diese Zeichnung bildet den Körperaufbau einer schwangeren Frau ab.